# 焦嵩
焦 嵩（しょう すう、生没年不詳）は、中国西晋時代の人物。安定郡の出身。

## 生涯
西晋に仕え、長安の司馬鄴（後の愍帝）政権の傘下にあった。
やがて安定郡太守に任じられ、軍勢を率いて雍県に駐屯した。また、大都督麹允より四征・四鎮将軍の号を与えられたという。
建興4年（316年）7月、漢の中山王劉曜の侵攻により関中が大いに乱れると、麹允は焦嵩に援軍を求めた。しかし、焦嵩は元から麹允を軽視していたので「麹允が困迫するのを待ってから、まさにこれを救わん」と言い、すぐに救援に向かわなかった。
8月、劉曜が長安に逼迫すると、焦嵩は新平郡太守竺恢・弘農郡太守宋哲と共に兵を率いて長安に向かったが、晋軍は劉曜を恐れて進軍を止めてしまった。11月、長安は失陥し、西晋は滅んだ。
大興元年（318年）3月、討虜将軍陳安と共に挙兵し、上邽の相国司馬保を攻撃した。司馬保は使者を送って涼州刺史張寔に救援を求め、張寔は金城郡太守竇濤に歩騎2万を与えて天水の新陽に駐軍させた。その後、陳安は前趙に帰順しているが、焦嵩の動向は不明である。時期は不明だが、劉曜から侵攻を受けて焦嵩は滅ぼされたという。彼の任地であった安定郡は大興3年（320年）1月に劉曜が陥落させている。